# Simpang Limbur Merangin
Simpang Limbur Merangin is een bestuurslaag in het regentschap Merangin van de provincie Jambi, Indonesië. Simpang Limbur Merangin telt 1558 inwoners (volkstelling 2010).